# Francesco Fontana
Luigi Francesco Maria Fontana, B.  (Castelmaggiore, 28 de agosto de 1750 - Roma, 19 de março de 1822) foi um cardeal italiano.

## Biografia
Nasceu em Castelmaggiore em 28 de agosto de 1750. De pais piedosos, honestos e abastados. Seu nome de batismo era Luigi Maria.
Inscrito na Congregação dos Clérigos Regulares de São Paulo (Barnabitas) em Monza; assumiu o nome de Francesco Luigi; professou em 21 de dezembro de 1766. Estudou filosofia em Milão e teologia em Bolonha.
Ordenado, 1774, Bolonha. Professor de eloquência, Barnabite Collegio di Sant'Alessandro , Milão. Diretor do Barnabite Collegio di Santa Lucia, Bolonha, 1797. Provincial de sua ordem na Lombardia, 1797. Procurador geral de sua ordem, ca.1801. Consultor da SS.CC. dos Ritos e da Inquisição Universal e Romana. Secretário da SC para a Correção dos Livros da Igreja Oriental, 1802. Como teólogo do papa, acompanhou Pio VII à França em 1804. Superior geral de sua congregação, 1807. Deportado para a França em 1808, foi preso em Vincennes a partir de 1811 a 1814; integrou a primeira Comissão Eclesiástica criada pelo imperador Napoleão I Bonaparte, mas escapou por motivo de doença. Libertado, voltou para Roma. Secretário do recém-criado SC dos Assuntos Eclesiásticos Extraordinários, 1814.
Criado cardeal sacerdote no consistório de 8 de março de 1816; recebeu o chapéu vermelho em 11 de março de 1816; e o título de S. Maria sopra Minerva, 29 de abril de 1816. Prefeito da SC do Índice, 30 de junho de 1816 até 24 de setembro de 1818. Prefeito da SC de Propaganda Fide, e de sua imprensa, e de estudos de a Universidade Gregoriana, 24 de setembro de 1818 até sua morte. Prefeito da SC para a Correção dos Livros da Igreja Oriental de 22 de janeiro de 1821 até sua morte.
Morreu em Roma em 19 de março de 1822. Exposto e sepultado na igreja de S. Carlo ai Catinari, Roma, segundo o seu testamento; o elogio fúnebre foi proferido por Giacinto Placido Zurla, OSBCam., futuro cardeal, em 26 de março de 1822.